# Терцолас
Терцолас (итал. Terzolas) — коммуна в Италии, располагается в провинции Тренто области Трентино-Альто-Адидже.
Население составляет 610 человек (2008 г.), плотность населения составляет 122 чел./км². Занимает площадь 5 км². Почтовый индекс — 38027. Телефонный код — 0463.
Покровителем коммуны почитается святитель Николай Мирликийский, чудотворец, празднование 6 декабря. 

## Демография
Динамика населения:

## Администрация коммуны
- Официальный сайт: http://www.comune.terzolas.tn.it/